# Piero Bellugi
Piero Bellugi (Firenze, 14 luglio 1924 – Firenze, 10 giugno 2012) è stato un musicista e direttore d'orchestra italiano.
Accademico di "Santa Cecilia", ha debuttato in Italia al Teatro alla Scala nel 1960. È stato direttore stabile dell'Orchestra Sinfonica della RAI di Torino.

## Biografia
Diplomato al Conservatorio Luigi Cherubini di Firenze, ha studiato anche all'Accademia Musicale Chigiana. Si è perfezionato in direzione d'orchestra con Igor Markevitch all'Accademia del Mozarteum di Salisburgo e con Leonard Bernstein al centro musicale di Tanglewood, negli Stati Uniti.
Ha diretto alcune delle più importanti orchestre a Parigi, Berlino, Vienna, Praga, Tel-Aviv, Madrid, Lisbona, Riga (Lettonia), attraversando le Americhe (dirigendo la Quad City Symphony Orchestra di Davenport (Iowa) dal 1954 al 1956 e la Oregon Symphony di Portland dal 1959 al 1961), l'Australia e la Russia. Ha partecipato ai festival musicali di Bregenz ed Aix-en-Provence ed al Maggio Musicale Fiorentino.
È padre di David Bellugi, musicista di flauto dolce, di Duccio Bellugi-Vannuccini, attore del Théâtre du Soleil, la nota compagnia francese diretta da Ariane Mnouchkine , di Dino Bellugi, ricercatore al MIT, Boston e di Costanza Bellugi, musicista. Nel corso della sua carriera, Bellugi ha presentato in prima esecuzione molte composizioni di autori del XX secolo fra cui Luciano Berio, Vittorio Fellegara, Sylvano Bussotti, Luciani, Darius Milhaud (Sinfonia n. 10 op.382 il 4 aprile 1961 a Portland), Luigi Nono, Krzysztof Penderecki, Goffredo Petrassi, Carlo Prosperi, Salvatore Sciarrino e Marco Tutino.
L'interesse per la divulgazione musicale ha avuto inizio negli USA quando ha partecipato come assistente di Bernstein ad alcuni dei suoi Young People's Concerts, presentando in seguito diversi programmi divulgativi sia in America che in Italia. D'altronde il legame con Bernstein lo ha profondamente marcato. Come ha scritto Gherardo Vitali Rosati in un'intervista sul Corriere Fiorentino fu proprio il direttore statunitense a finanziare i suoi studi in America. Fu in quel periodo americano che Bellugi conobbe anche i maestri Arturo Toscanini e Bruno Walter.
Per il Teatro alla Scala di Milano nel 1961 dirige un concerto con Nathan Milstein e la Sinfonia n. 1 (Mahler), nel 1962 Serse (opera) alla Piccola Scala con Luigi Alva, Rolando Panerai, Mirella Freni, Fiorenza Cossotto e Franco Calabrese, nel 1963 la prima assoluta di Il linguaggio dei fiori (Donna Rosita nubile) di Renzo Rossellini con Rosanna Carteri, Fedora Barbieri, Panerai ed Alvinio Misciano e cinque spettacoli di balletto, nel 1964 Il ritorno di Ulisse in patria con Nicola Zaccaria, nel 1967 Ritratto di Don Chisciotte di Goffredo Petrassi e Die glückliche Hand di Arnold Schönberg con Renato Capecchi, nel 1971 tre concerti con Vladimir Ashkenazy, nel 1972 il Concerto per violino e orchestra (Čajkovskij) con Uto Ughi, nel 1973 Don Pasquale con Paolo Montarsolo ed Alfredo Kraus ed Il convitato di pietra di Giuseppe Cazzaniga con Claudio Desderi al Teatro della Società di Lecco, al Teatro Sociale (Como), al Teatro Sociale (Mantova), al Teatro Grande (Brescia) ed al Teatro Fraschini di Pavia portato anche alla Piccola Scala nel 1974 con Giorgio Tadeo, nel 1975 Folk Songs con Cathy Berberian, nel 1979 Albert Herring di Benjamin Britten, nel 1982 La pietra del paragone con Daniela Dessì, Ugo Benelli, Justino Díaz, Alessandro Corbelli, Desderi ed Armando Ariostini per la regia di Eduardo De Filippo ripresa da Rai 3 e nel 1983 la Sinfonia n. 101 (Haydn) ed il Concerto per orchestra (Bartók).
Per il Teatro La Fenice di Venezia nel 1962 dirige la Sinfonia n. 34 (Mozart) e la Sinfonia n. 2 (Schubert), nel 1963 la Sinfonia n. 7 (Beethoven) e Ma Mère l'Oye, nel 1966 il Concerto per pianoforte e orchestra n. 4 (Beethoven) con Nikita Magaloff e la Sinfonia n. 6 (Mozart) nel Cortile di Palazzo Ducale (Venezia), nel 1969 un concerto con Riccardo Brengola e la Sinfonia n. 10 (Mahler), nel 1971 la Sinfonia n. 9 (Mahler), nel 1973 I Capuleti e i Montecchi con Katia Ricciarelli, Veriano Luchetti e Giorgio Merighi ed il Concerto per pianoforte e orchestra n. 20 (Mozart), nel 1974 il Concerto per pianoforte e orchestra n. 3 (Beethoven), Eine kleine Nachtmusik e la Sinfonia n. 6 (Čajkovskij), nel 1976 Les noces portato anche nella Chiesa degli Eremitani di Padova ed il Concerto per violino e orchestra op. 64 (Mendelssohn) portato anche nella Basilica del Carmine (Padova), nel 1978 la Sinfonia n. 1 (Mahler) e nel 1980 Manfred (Carmelo Bene) di Robert Schumann con Lydia Mancinelli e Peer Gynt con Giorgio Albertazzi, Anna Proclemer, Elisabetta Pozzi e Bianca Toccafondi.
Al Teatro Comunale di Firenze nel 1965 dirige Tosca con Magda Olivero ed Ettore Bastianini, nel 1971 dirige Manfred di Schumann nella traduzione di Giorgio Manganelli con Paolo Graziosi, nel 1975 La sonnambula e la prima assoluta di Dialoghi del verbo di Gaetano Giani Luporini, nel 1978 Il barbiere di Siviglia (Rossini) con Enzo Dara, nel 1979 Manfred (Carmelo Bene) e nel 1988 Peer Gynt con Albertazzi, Marisa Belli e Rada Rassimov.
Nel 1965 dirige le prime assolute di In memoriam: Die weiße Rose di Hans Werner Henze ed il Concerto n. 7 di Goffredo Petrassi nel Teatro Comunale di Bologna.
Al Teatro dell'Opera di Roma nel 1966 dirige Manfred di Schumann con Enrico Maria Salerno.
Nel 1969 dirige L'elisir d'amore al Teatro Nuovo di Torino.
Nel 1970 dirige L'étoile di Emmanuel Chabrier al Teatro Massimo di Palermo.
Nel 1974 dirige Arlecchino di Ferruccio Busoni ad Empoli.
Al Teatro Regio di Torino nel 1975 dirige Die drei Pintos di Carl Maria von Weber con Sesto Bruscantini, nel 1976 El retablo de maese Pedro con Elena Baggiore e nel 1978 Der Corregidor di Hugo Wolf con Angelo Romero e Don Giovanni (opera) con Leyla Gencer, Ferruccio Furlanetto, Arturo Testa ed Antonio Zerbini.
All'Opera di Chicago nel 1977 dirige Il barbiere di Siviglia.
Al Wiener Staatsoper nel 1981 dirige I Capuleti e i Montecchi con Agnes Baltsa.
Nel 1982 dirige Il re pastore (Mozart) al Théâtre des Champs-Élysées di Parigi.
Bellugi ha diretto musicisti come Vladimir Aškenazi, Arthur Rubinstein, Ugo Chiti, Mstislav Leopol'dovič Rostropovič, ma anche collaborato con molti attori come Giorgio Albertazzi, Anna Proclemer e Carmelo Bene, con cui portarono in scena il Manfred (Carmelo Bene) di Robert Schumann su libretto di George Gordon Byron .
Ha curato la formazione di orchestre giovanili a Boston, all'Università della California ed ha diretto l'Orchestra Giovanile Italiana per dieci anni. È stato attivo come concertista e come didatta tenendo corsi e seminari di direzione d'orchestra.
Dal 2004 era il Direttore Artistico del Teatro Massimo Vittorio Emanuele di Palermo.
Dal 2005 al 2009 è stato Direttore ospite principale dell'Orchestra Sinfonica di Sanremo
È scomparso nel 2012 all'età di 87 anni.

## Discografia
- Rossini: La Donna del Lago - Montserrat Caballé/Franco Bonisolli/Julia Hamari/Orchestra e Coro della RAI/Piero Bellugi, Opera d'Oro
- Cherubini: Symphony in D Major, Opera Overtures - Piero Bellugi/Sanremo Symphony Orchestra, 2007 Naxos
- Alessandro Scarlatti: Il Sedecia, re di Gerusalemme - Piero Bellugi/Coro e Orchestra del Liceo "Morlacchi" di Perugia, 2008 Twilight
- Handel: Serse - Piero Bellugi, 2001 Opera d'Oro